# Scutiger pingwuensis
Espèce
Statut de conservation UICN

 EN B1ab(iii)+2ab(iii) : En danger
Scutiger pingwuensis est une espèce d'amphibiens de la famille des Megophryidae.

## Répartition
Cette espèce est endémique du Nord-Est de la province du Sichuan en République populaire de Chine. Elle se rencontre à environ 2 200 m d'altitude dans le xian de Pingwu,.

## Étymologie
Son nom d'espèce, composé de pingwu et du suffixe latin -ensis, « qui vit dans, qui habite », lui a été donné en référence au lieu de sa découverte, le xian de Pingwu.

## Publication originale
- Liu, Hu, Tian & Wu & 1978 : Four new amphibian species from Sichuan and Guangxi. Materials for Herpetological Research, vol. 4, p. 18-19.